# Luigi Di Costanzo
Luigi Di Costanzo (Napoli, 5 febbraio 1982) è un pallanuotista italiano, attaccante del Nuoto 2000.

## Biografia
Prodotto del vivaio del Circolo Canottieri Napoli, ha poi giocato con Posillipo, Pro Recco, e Acquachiara
Ha vinto tre Coppe dei Campioni, due Supercoppe LEN, cinque scudetti e tre Coppe Italia. 
Vanta 210 presenze in Nazionale, con cui ha partecipato ad un Olimpiade (2008), tre mondiali e due europei; ha vinto un oro alle Universiadi oltre ad un argento in World League e ai Giochi del Mediterraneo.

## Palmarès

### Club
- Campionato italiano: 5

Posillipo: 2003-04
Recco: 2008-09, 2009-10, 2010-11, 2011-12
- Coppe Italia: 3

Recco: 2008-09, 2009-10, 2010-11
- Coppa dei Campioni/Eurolega: 3

Posillipo: 2004-05
Recco: 2009-10, 2011-12
- Supercoppa LEN: 3

Posillipo: 2005
Recco: 2008, 2010
- Lega Adriatica: 1

Recco: 2011-2012

### Nazionale
- Universiadi

- World League

New York 2003 
- Giochi del Mediterraneo

Almeria 2005 